# Генерал армий (США)
Генера́л а́рмий США или Генера́л А́рмий Соединённых Шта́тов (англ. General of the Armies of the United States), также известный как просто Генера́л а́рмий (англ. General of the Armies) — высшее воинское звание в Армии США, которое присваивалось всего трём людям в истории — Джону Першингу, Джорджу Вашингтону (посмертно) и Улиссу Гранту (посмертно). Першинг получил это звание в 1919 году в знак признания его заслуг в командовании Американским экспедиционным корпусом в Первую мировую войну, а Вашингтону это звание присвоили посмертно в 1976 году в качестве символического жеста в рамках празднования 200-летия с момента провозглашения независимости Соединённых Штатов Америки. В 2022 году звание было присвоено Улиссу Гранту по случаю 200-летия со дня его рождения: инициативу присвоения этого звания Президентом США поддержал Конгресс.
Звание генерала армий находится выше по рангу, чем пятизвёздочный генерал армии, вследствие чего оно нередко называется шестизвёздочным, хотя никаких специальных знаков различия генерала армий с шестью звёздами не создавалось. Сам Джон Першинг, получивший звание генерала армий, при жизни носил погоны максимум только с четырьмя звёздами. С момента учреждения пятизвёздочных генеральских званий в 1944 году начали вестись активные дискуссии по поводу того, каким именно по количеству звёзд должно считаться звание Першинга. В 1976 году Конгресс США, присвоив звание генерала армий посмертно Джорджу Вашингтону, также объявил, что данное звание будет считаться высшим в вооружённых силах США за все времена.
Генерал армий США обладал некоторыми привилегиями, которые не присуждались другим генералам: в частности, он получал намного более высокую зарплату, а также имел право уйти в отставку с сохранением всех почестей. После своей отставки Джон Першинг занимал второе место по размеру жалования среди высших государственных деятелей, уступая только президенту США.

## История

### Происхождение

#### Попытка присвоения звания Вашингтону

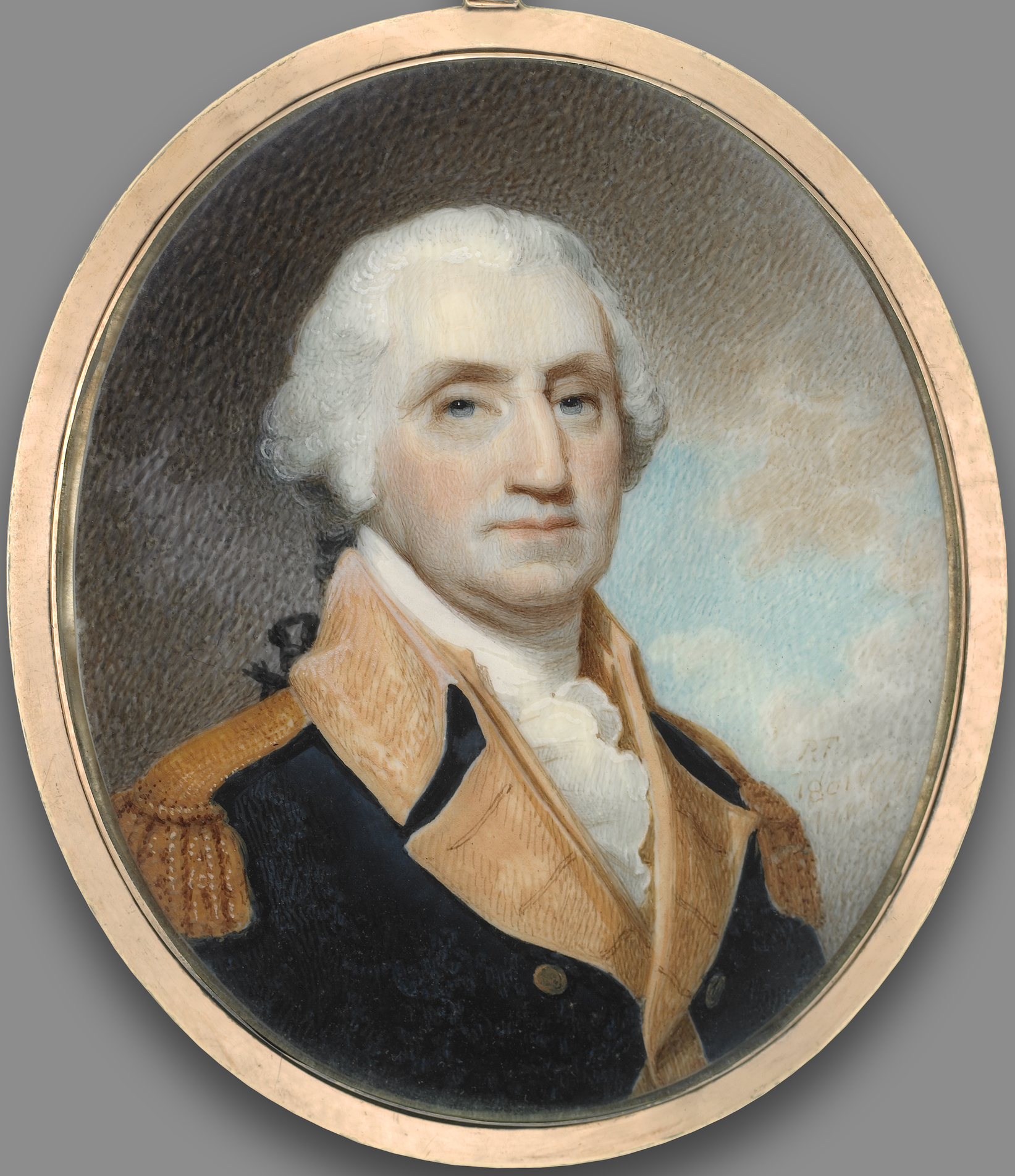
Джордж Вашингтон мог стать генералом армий ещё в 1799 году в соответствии с актом Конгресса

3 марта 1799 актом Конгресса было учреждено звание «генерал Армий Соединённых Штатов» (англ. General of the Armies of the United States), о котором говорилось следующее:

Назначить командира армии Соединённых Штатов и утвердить его в должности со званием «Генерал Армий Соединённых Штатов», а существующее в данный момент звание генерал-лейтенанта упразднить.
Оригинальный текст (англ.)That a commander of the army of the United States shall be appointed and commissioned by the style of "General of the Armies of the United States," and the present office and title of Lieutenant-General shall thereafter be abolished.

В соответствии с этим актом предполагалось произвести в генералы армии США первого президента США Джорджа Вашингтона, который на тот момент занимал пост генерал-лейтенанта и командовал Временной армией в квазивойне против Франции. Однако против этого выступил возглавлявший страну Джон Адамс, который предполагал, что это решение может противоречить Конституции США. Вашингтон скончался 14 декабря 1799 года, а 16 марта 1802 года акт утратил силу, поскольку в законодательстве о вооружённых силах мирного времени никаких подобных пунктов не предусматривалось.

#### Гражданская война в США

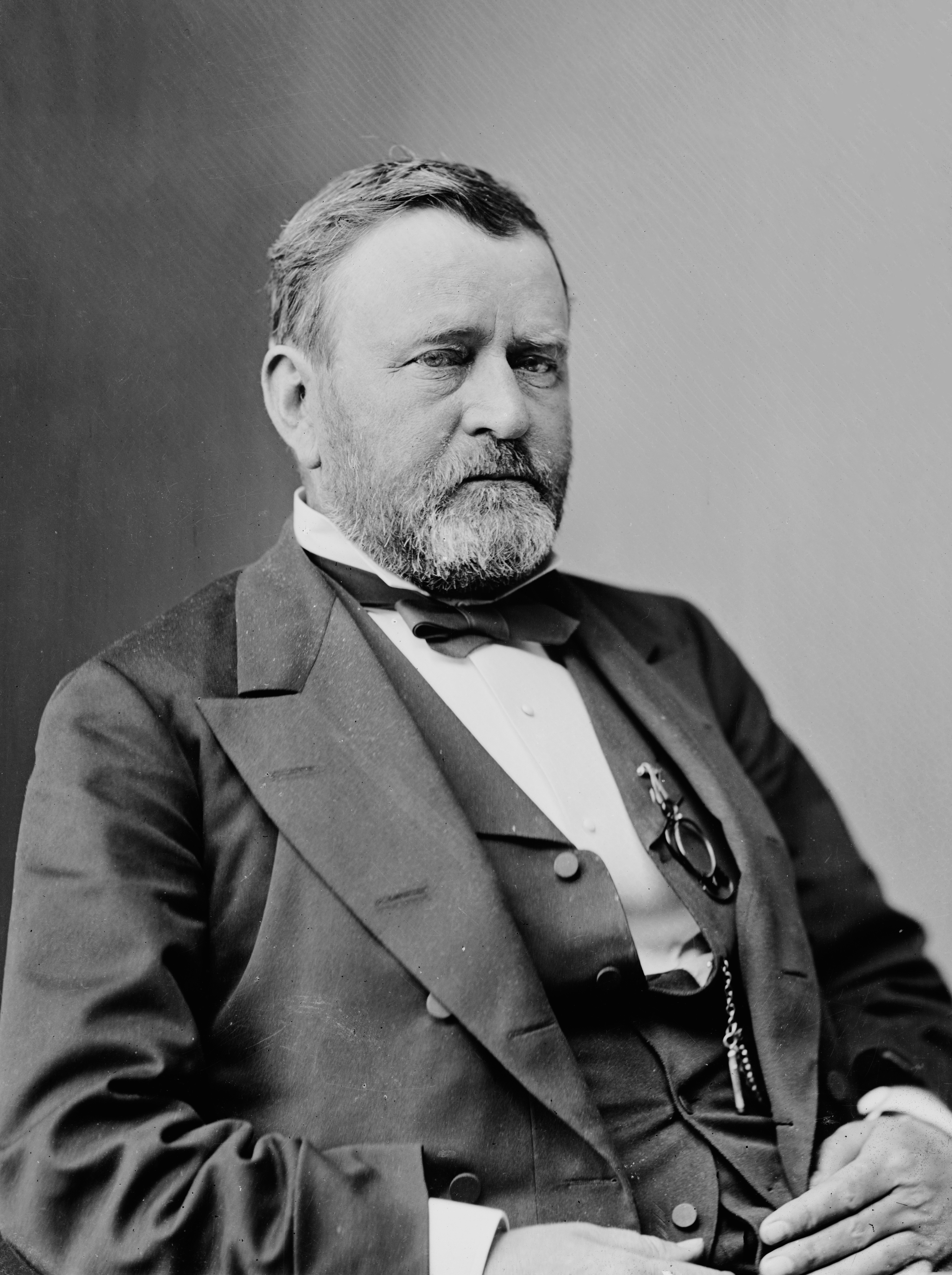
Улисс Грант в 1866 году был произведён в генералы армии США постановлением Конгресса

После завершения гражданской войны Конгресс США, отмечая заслуги Улисса Гранта в командовании Армией Союза, произвёл его в генералы в соответствии с Актом от 25 июля 1866 года, в котором говорилось буквально следующее:

Тем самым здесь и сейчас присвоить звание «генерала армии Соединённых Штатов»…
Оригинальный текст (англ.)That the grade of "general of the army of the United States" be, and the same is hereby, revived...

Несмотря на то, что в тексте упоминался именно «генерал армии» (англ. General of the Army), а не «генерал армий» (англ. General of the Armies), в 1924 году начальник Главного контрольно-финансового управления США, анализируя Акт, постановил, что звание, присвоенное Гранту в 1866 году (а позже Уильяму Шерману и Филипу Шеридану), было по своей сути таким же, которое было создано специально для Вашингтона в 1799 году и затем снова присвоено Першингу в 1919 году:

Таким образом, следует, что должность генерала была учреждена в 1799 году под названием «генерал армий Соединённых Штатов», восстановлена в 1866 году под названием «генерал армии Соединённых Штатов» и затем снова появилась в 1919 году под названием «генерал армий Соединённых Штатов». Это одна и та же должность, и это несомненно в целом.
Оригинальный текст (англ.)It thus appears that the office of general was first created in 1799 by the title of "General of the Armies of the United States;" that it was revived in 1866 as "General of the Army of the United States;" and that it was again revived in 1919 by the title of "General of the Armies of the United States." That it is one and the same office, that of general, is unquestioned.

Першинг в дальнейшем добился получения таких же привилегий, какие были у генералов Гранта, Шермана и Шеридана, в том числе более высокую зарплату по сравнению с другими генералами и правом уйти в отставку с сохранением всей зарплаты (а не трёх четвертей, как у других генералов).

### Джон Першинг (1919)

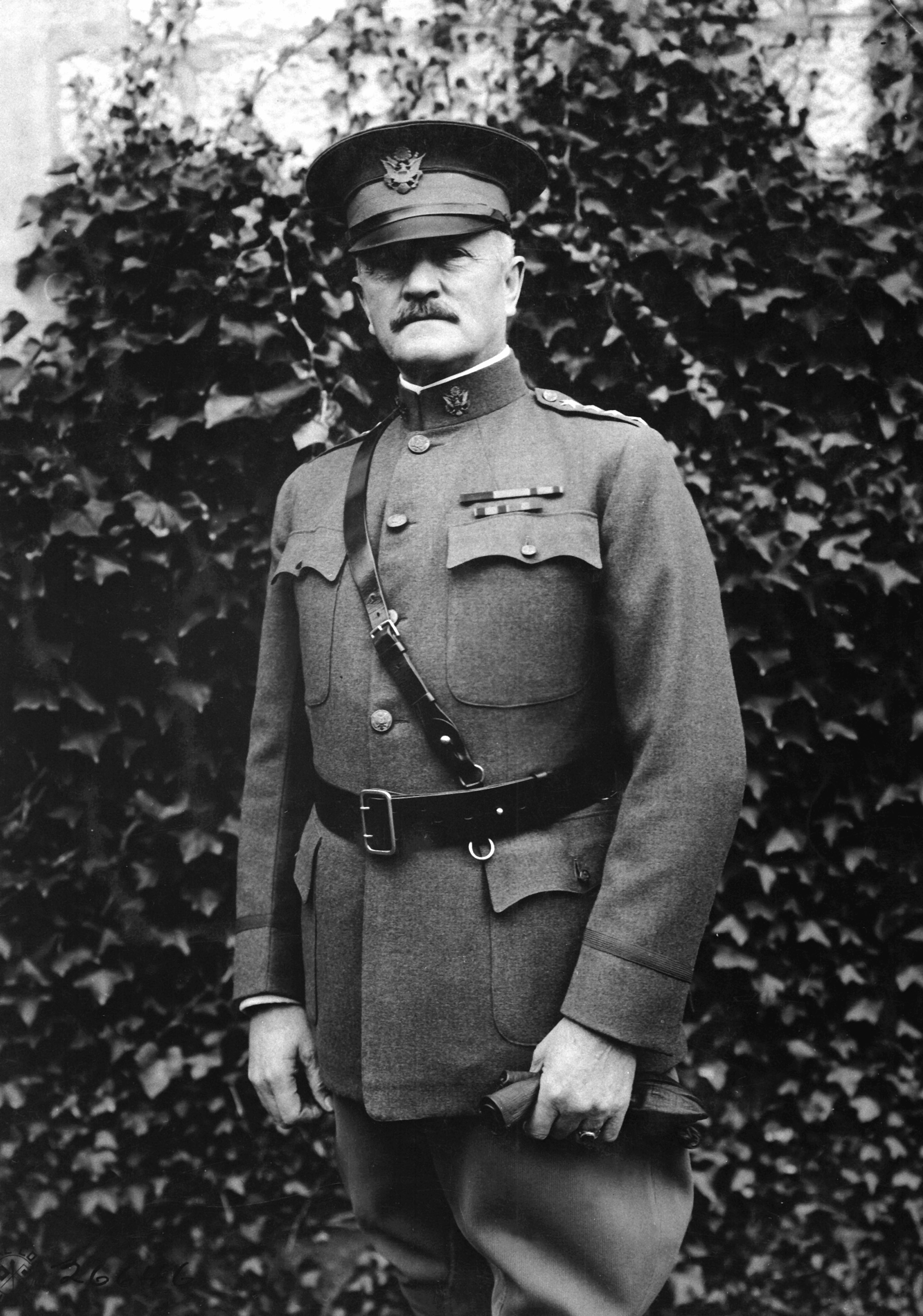
Джон Першинг, носивший звание генерала армий США с 3 сентября 1919 года до своей смерти 15 июля 1948 года

Во время Первой мировой войны Конгрессом был утверждён порядок присвоения звания генерала ex officio начальнику штаба Армии США и командиру Американского экспедиционного корпуса во Франции, но только в военное время и в случае крайней необходимости. В отличие от случая 1866 года, когда присвоение было осуществлено лично и на постоянной основе, присваиваемое в 1917 году звание человек мог носить, только занимая определённую должность. Так, начальник штаба Армии США Таскер Блисс и командир Американского экспедиционного корпуса Джон Першинг получили 8 октября 1917 года звания генералов в связи с чрезвычайной ситуацией, а Пейтон Марч 20 мая 1918 года сменил на посту начальника штаба Блисса и получил соответствующее звание генерала.

#### Попытка повышения в звании Марча и Першинга
После завершения Первой мировой войны Першинга и Марча должны были разжаловать обратно в генерал-майоры. В связи с этим 18 июня 1919 года президент США Вудро Вильсон обратился к Конгрессу с предложением присвоить обоим постоянные генеральские звания так, чтобы предпочтение было именно у Першинга. Через шесть недель Комитет Палаты представителей по военным делам представил два законопроекта о присвоении и Першингу, и Марчу званий генералов армий США. Чтобы убедиться в том, что Першинг будет выше по статусу, чем Марч, в законопроекте касаемо повышения Першинга в звании предлагалось отменить положение, по которому начальник штаба Армии США будет выше по статусу всех других армейских командующих. Однако и Конгресс, и Першинг выступили против повышения в звании Марча, поскольку во время войны Марч и Першинг сильно поссорились. Марч так и остался генерал-майором, но в отставку всё же вышел в звании генерала.

#### Присвоение звания Першингу

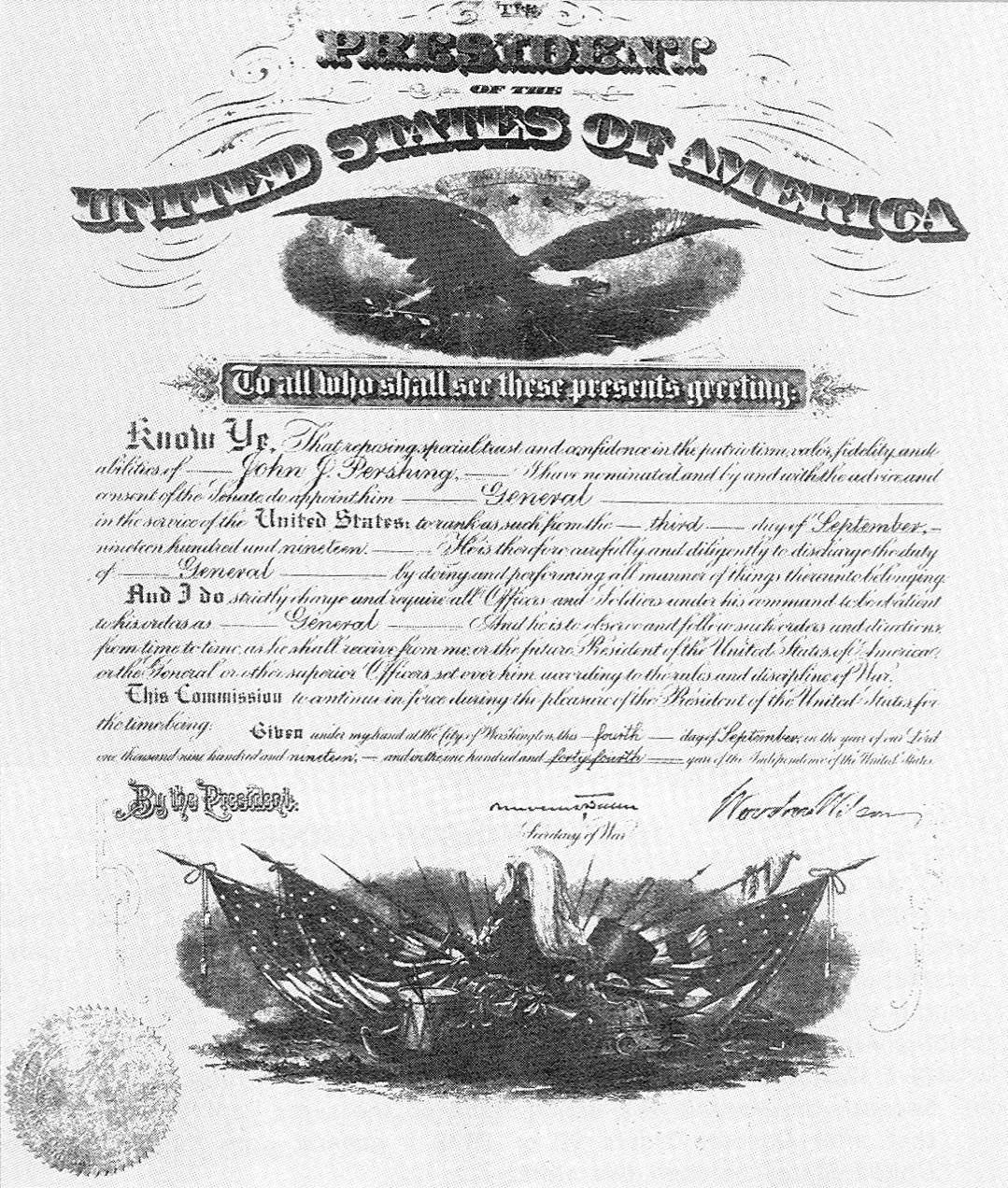
Распоряжение президента США Вудро Вильсона, в соответствии с которым Першинг изначально был произведён в генералы, а не генералы армий

3 сентября 1919 года президент США Вудро Вильсон подписал распоряжение № 66-45 (англ. Public Law 66-45) следующего содержания:

Тем самым восстановить здесь и сейчас звание генерала армий Соединённых Штатов… [для] генерала Армии, который, находясь на иностранной территории во время недавней войны, особенно отличился в составе высшего военного командования США […] и тем самым исключить любую законодательную возможность присвоить какому-либо армейскому офицеру более высокое по отношению к данному звание…
Оригинальный текст (англ.)That the office of General of the Armies of the United States is hereby revived...[for] a general officer of the Army who, on foreign soil and during the recent war, has been especially distinguished in the higher command of military forces of the United States...and any provision of existing law that would enable any other officer of the Army to take rank and precedence over said officer is hereby repealed...

Конгресс принял этот законопроект в течение двух дней, в связи с чем 8 сентября военный министр Ньютон Дил Бейкер передал соответствующий документ вернувшемуся из Франции Першингу, чьё пребывание на посту начальника Американского экспедиционного корпуса подходило к концу. Однако подготовка документа велась в такой спешке, что президент Вудро Вильсон по ошибке произвёл Першинга в генералы армии, а не генералы армий, что могло вылиться в сокращение жалования в два раза в случае выхода Першинга в отставку.
Вскоре в официальных публикациях Армии США исправили ошибку и стали называть Першинга генералом армий, выделяя отличия этого звания от генеральских званий 1917 года и звания генерала, которое носил начальник штаба Армии США с 1929 года. В 1928 году распоряжением военного министра Дуайта Дэвиса генерала армий США стали приветствовать салютом не из 17 орудий, а из 19, как в отношении фельдмаршала вооружённых сил европейской страны.

#### Привилегии генерала армий после отставки

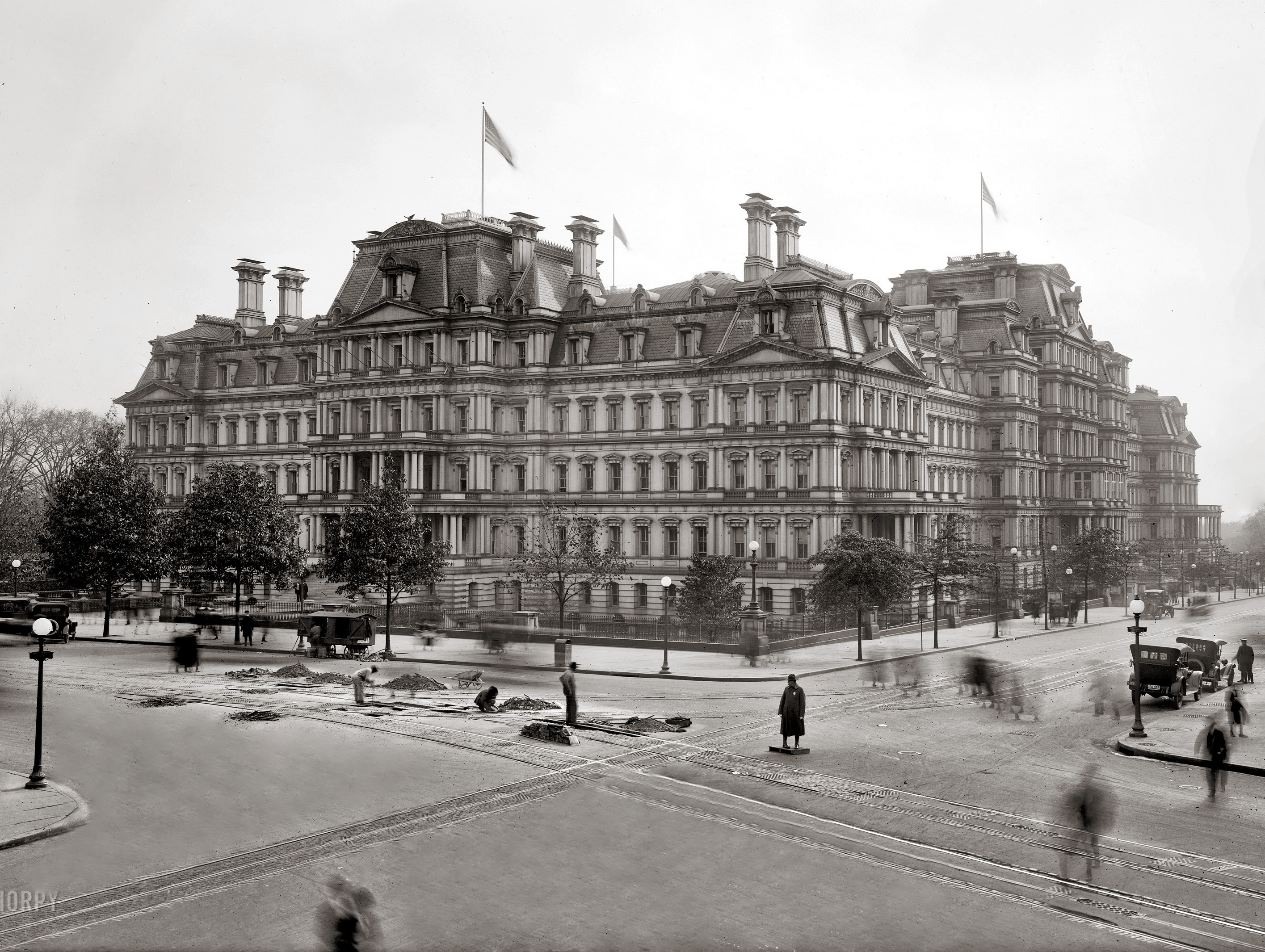
Дом государственных, военных и морских чиновников (ныне Административное здание Эйзенхауэра), в котором проживал Першинг до 1947 года

12 сентября 1924 года генерал армий США Джон Першинг вышел в отставку, сохраняя за собой жалование и соответствующее пособие в полном размере, чего не полагалось другим генералам. После отставки он до 1947 года проживал в большой квартире в Доме государственных, военных и морских чиновников: из-за болезни он фактически переселился в военный госпиталь имени Уолтера Рида, а помещение передали в пользование Пентагона. В 1939 году Конгрессом была учреждена должность военного секретаря при генерале армий США, который имел звание полковника: управлять делами Першинга на этом посту был назначен повышенный в звании по этому поводу капитан Джордж Э. Адамсон (англ. George E. Adamson).

### Вторая мировая война
Во время Второй мировой войны были предприняты попытки присвоить подобное звание нескольким генералам, однако они потерпели неудачу.

#### Джордж Маршалл и Генри Арнольд

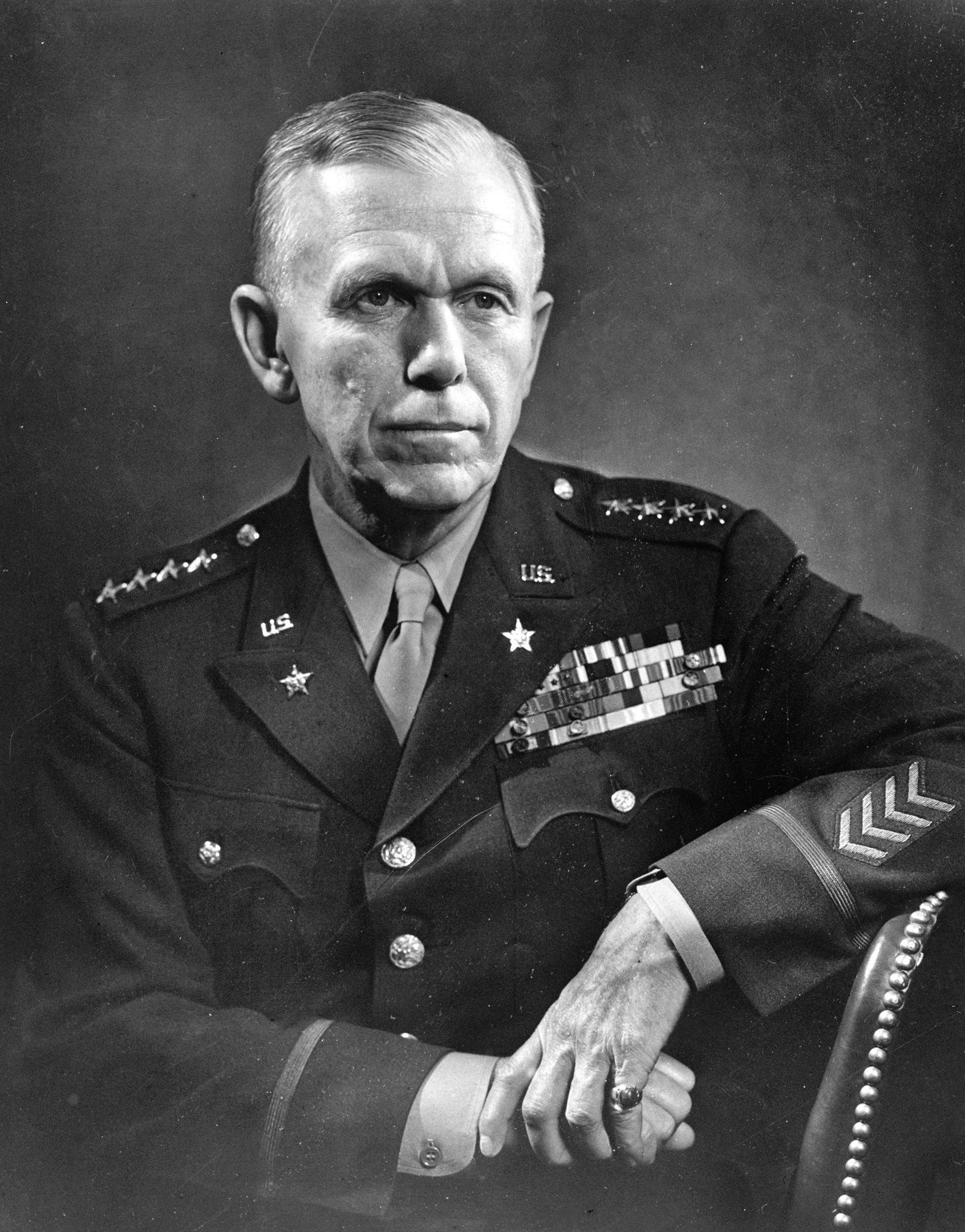
Начальник штаба Армии США Джордж Маршалл

В августе 1943 года начальник военно-морских операций ВМС США Эрнест Джозеф Кинг по итогам Первой квебекской конференции принял решение учредить звание ВМС США с более чем четырьмя звёздами, поскольку в британском флоте такое уже было. В случае смерти Джона Першинга начальник штаба Армии США мог бы унаследовать звание генерала армий США, которое фактически считалось пятизвёздочным, в то время как на американском флоте его аналога не было. Так, о возможном присвоении Джорджу Маршаллу звания генерала армий Кинг был предупреждён в январе 1944 года одним из предыдущих начальников военно-морских операций Уильямом Праттом.
Однако сам Маршалл отказался от какого-либо повышения в звании. Кинг и военный министр Генри Стимсон подозревали, что Маршалл будет отказываться от подобного повышения до тех пор, пока жив его многолетний покровитель Джон Першинг. Стимсон обратился в сентябре 1943 года к президенту США Франклину Рузвельту с просьбой назначить Маршалла генералом армий США, чтобы тот мог возглавить ожидаемую десантную операцию во Франции, сохраняя при этом пост начальника штаба, однако Рузвельт в итоге назначил командующим Дуайта Эйзенхауэра.
В феврале 1944 года Кинг с помощью своих лоббистов представил в Конгрессе законопроекты об учреждении на постоянной основе воинских званий генерала армий и адмирала военно-морских сил, чтобы входившие в Объединённый комитет начальников штабов США военачальники сравнялись по статусу с британскими фельдмаршалами из Объединённого комитета начальников штабов США и Великобритании. Предполагалось, что Джордж Маршалл и командир Воздушных сил Армии США Генри Арнольд должны были получить пятизвёздочные звания генералов армий. Однако председатель военно-морского комитета Палаты представителей США Карл Винсон настоял на том, чтобы и Кинг, и Маршалл получили более высокое звание, поэтому в законопроекты было включено предложение об учреждении пятизвёздочного звания ВМС — адмирала флота, в то время как звание адмирала военно-морских сил должно было соответствовать шести звёздам. В Армии же аналогично ожидалось учреждение аналогичного пятизвёздочного генеральского звания, а звание генерала армий должно было соответствовать шести звёздам. Кинг же посчитал, что шесть звёзд было бы слишком много для него, и общественность убедила сторонников присвоения подобных высоких званий отложить рассмотрение этой идеи вплоть до высадки союзных сил в Европе.

#### Учреждение пятизвёздочного звания

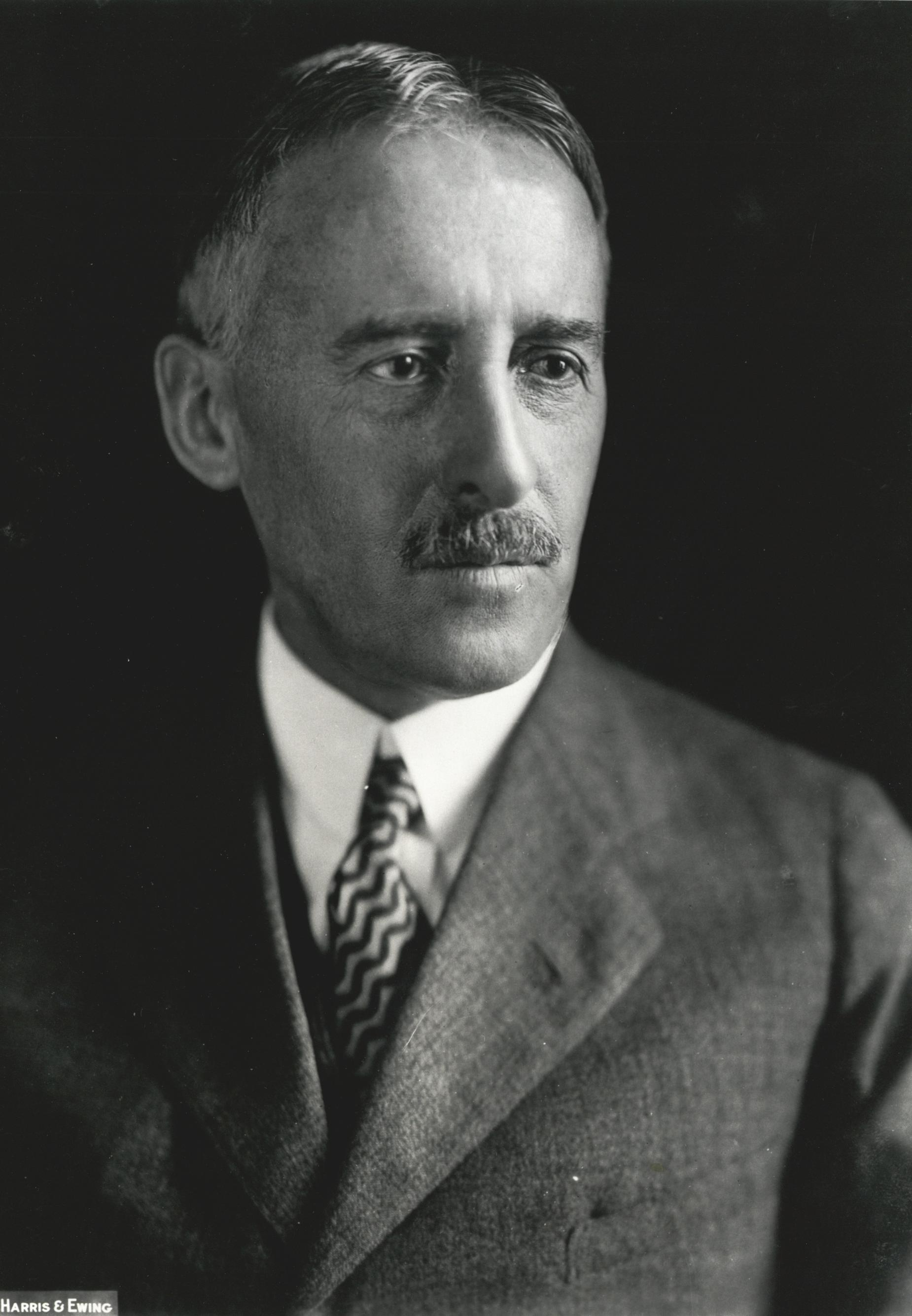
Военный министр США Генри Стимсон

В сентябре 1944 года на фоне побед союзных войск в Западной Европе Военное министерство США позволило Конгрессу внести поправку об учреждении пятизвёздочного звания в армии, но с условием, что таковым не станет звание генерала армий США, которое носил Першинг. Военный министр Генри Стимсон выступил на пресс-конференции 14 сентября 1944 года, озвучив условия Военного министерства:

Члены Конгресса спросили меня о мнении Военного министерства по поводу поправки, согласно которой будет учреждено воинское звание более высокого порядка. Я заверил Конгресс в том, что Военное министерство поддерживает эти действия. Однако это согласие было дано при том условии, что будет показана разница между наименованием того воинского звания более высокого порядка, которое намереваются создать, и наименованием звания «генерал армий», которое носит генерал Джон Дж. Першинг.
Оригинальный текст (англ.)I have been asked by members of Congress for the War Department's view on an amendment which will provide for similar advanced army rank. I have advised Congress that the War Department concurs in such proposed action. This concurrence, however, is contingent on the understanding that a distinction will be made between the title conferred by the new advanced rank and the title now accompanying the higher rank of 'The General of the Armies' held by General John J. Pershing.

14 декабря 1944 года был принят закон № 78-482, согласно которым учреждалось пятизвёздочное воинское звание «генерал армии». Першинг оставался, таким образом, единственным обладателем звания генерала армий, а законодательный акт 1919 года, согласно которому Першингу было присвоено это звание, изменений не претерпел:

Ничто из этого Акта не влияет на решения Акта от 3 сентября 1919 года […] или на какой-либо другой закон, связанный со званием Генерала Армий Соединённых Штатов.
Оригинальный текст (англ.)Nothing in this Act shall affect the provisions of the Act of September 3, 1919...or any other law relating to the office of General of the Armies of the United States.

### Дуглас Макартур (1955)

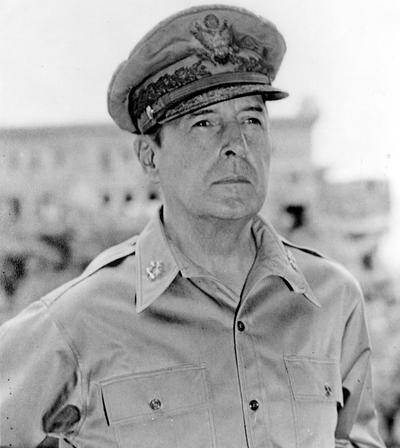
Генерал армии Дуглас Макартур в 1955 году

В январе 1955 года группа сторонников генерала армии Дугласа Макартура вынесла на рассмотрение Конгресса законопроект о присвоении Макартуру звания генерала армий в канун его 75-летия, которое должно было наступить 26 января. Предложение застряло в комитете по вооружённым силам после того, как министерство обороны США выступило против инициативы. Аргумент министерства обороны заключался в том, что в случае присвоения подобного звания только Макартуру могут остаться недовольными все остальные пятизвёздочные генералы, и это приведёт к «росту непонимания и споров между родами войск и внутри них». В Конгрессе была предпринята ещё одна попытка присвоить это звание, однако она не была толком рассмотрена на момент 5 апреля 1964 года, когда Макартур скончался.

### Джордж Вашингтон (1976)
В сентябре 1953 года газета The New York Times заявила, что поскольку Джордж Вашингтон так и не получил в 1799 году звание генерала армий, то он остался генерал-лейтенантом, однако с тех пор 45 других генералов (умерших и живших на тот момент) получили более высокое по отношению к генерал-лейтенанту звание. В связи с этим сенатор от Пенсильвании Эдвард Мартин в апреле 1954 года внёс в Конгресс законопроект о присвоении Джорджу Вашингтону звания генерала армий посмертно. Спустя 23 года группа ветеранов в округе члена Палаты представителей США Марио Бьяджи предложила ему возглавить кампанию с призывом присвоить Вашингтону звание генерала армий в канун празднований по случаю 200-летия провозглашения независимости США.
На встрече представителей комитета по вооружённым силам снова прозвучало заявление о том, нужно ли считать генерала Джона Першинга военачальником со званием более высокого ранга, чем четырёхвёздное. Член Палаты представителей Феликс Эдвард Эбер заявил, что в резолюции прямо говорилось о признании Вашингтона шестизвёздочным генералом, и добавил, что в армии есть всего три степени генеральских званий — генерал, генерал армии и генерал армий США. Другой член Палаты представителей, Люсьен Недзи, назвал инициативу о присвоении современного звания генерала армий Вашингтону абсурдной, поскольку Вашингтон и так считался высшим военачальником: он сравнил это предложение с гипотетической идеей папы римского признать Иисуса Христа кардиналом римско-католической церкви.

#### Присвоение звания

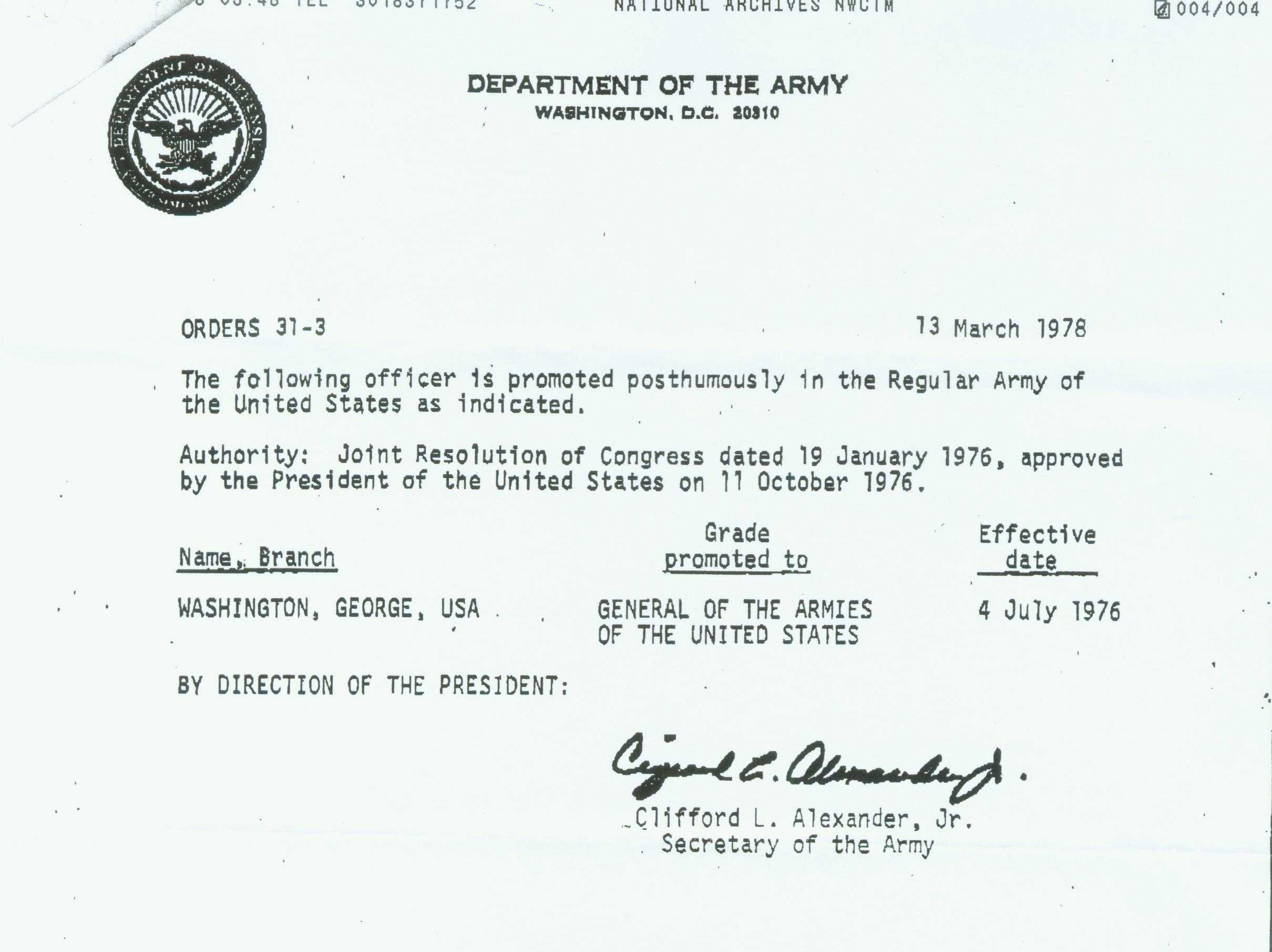
Приказ министра Армии США Александр, Клиффорд (младший) от 13 марта 1978 года о присвоении Джорджу Вашингтону звания генерала армий США

Признавая «уместным и очевидным тот факт, что ни один офицер Армии США не должен превосходить в звании генерал-лейтенанта Джорджа Вашингтона в списках военнослужащих», власти приняли закон № 94-479 со следующими положениями:

(а) исключительно с целью реализации положений раздела (b) учреждается воинское звание Генерала Армий Соединённых Штатов, обладатель которого будет считаться высшим военачальником и иметь высшее по отношению ко всем другим военачальникам Армии прошлого и настоящего воинское звание.
(b) Президент США обязуется исполнить просьбу посмертно присвоить Джорджу Вашингтону звание Генерала Армий Соединённых Штатов, и данное решение должно вступить в силу 4 июля 1976 года.
Оригинальный текст (англ.)(a) for purposes of subsection (b) of this section only, the grade of General of the Armies of the United States is established, such grade to have rank and precedence over all other grades of the Army, past or present.

(b) The President is authorized and requested to appoint George Washington posthumously to the grade of General of the Armies of the United States, such appointment to take effect on July 4, 1976.

Закон был подписан президентом США Джеральдом Фордом 11 октября 1976 года, однако дальнейшего продвижения в этом вопросе не наблюдалось до февраля 1978 года, когда генерала Дона Старри случайно спросил армейский водитель, специалист 5-го ранга о том, было ли присвоено соответствующее звание Вашингтону. Заданный вопрос запустил цепочку последующих запросов, которые привели к тому, что Министерство Армии США 13 марта 1978 года издало приказ № 31-3, согласно которому Джорджу Вашингтону посмертно присваивалось воинское звание генерала армий, а в силу это решение вступало с 4 июля 1976 года — 200-летней годовщины провозглашения независимости Соединённых Штатов. В 1992 году Институт геральдики Армии США подтвердил, что звание генерала, которое было у Першинга, было эквивалентно званию пятизвёздочного генерала и было ниже по статусу, чем генеральское звание Вашингтона.

### Улисс Грант (2022)

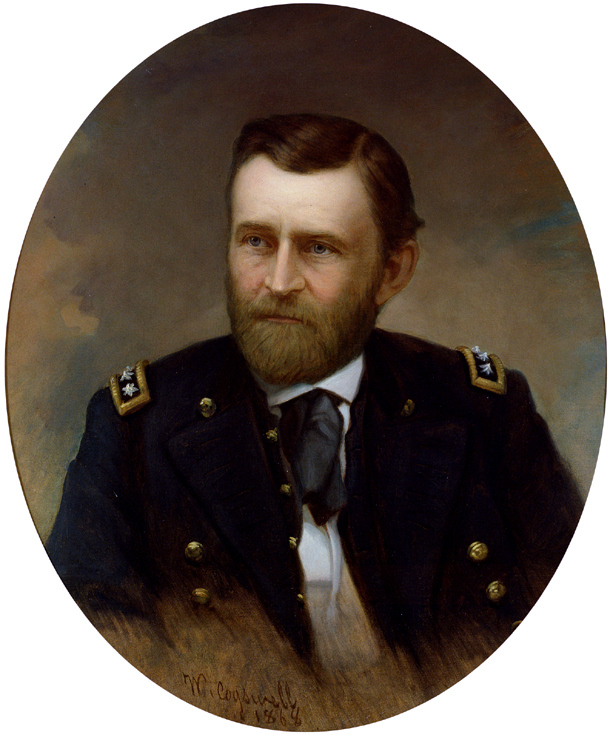
По случаю 200-летия со дня рождения Улисса С. Гранта ему было посмертно присвоено звание генерала армий

В сентябре 2021 года Президенту США была направлена резолюция с предложением посмертно присвоить звание генерала армий США 18-му президенту США Улиссу Гранту. Предложение было представлено в Палате представителей и Сенате членами делегации Конгресса, в которую вошли конгрессмены из штатов Огайо, Миссури и Нью-Йорк. Трое из соавторов предложения направили письмо министру обороны США Ллойду Остину, в котором утверждалось, что восстановление звания генерала армий США в качестве высшего воинского звания и его присвоение Джорджу Вашингтону в 1976 специальным распоряжением привели к тому, что присвоенное в 1886 году Улиссу Гранту звание стало менее ценным.
Сторонники присвоения Улиссу Гранту звания рассчитывали, что распоряжение о присвоении Гранту звания генерала армий, которое было известно под названием Акт признания заслуг по случаю 200-летнего юбилея Улисса С. Гранта (англ. Ulysses S. Grant Bicentennial Recognition Act), будет подписано до 27 апреля 2022 года — дня 200-летнего юбилея со дня рождения Гранта. Резолюция была предложена для рассмотрения Комитету Палаты представителей по вооружённым силам и Комитету Сената по судебным вопросам, но в обоих случаях она осталась без ответа. Тем не менее в ежегодном законопроекте об оборонной политике с помощью иных формулировок было обеспечено формальное присвоение звания Улиссу Гранту с уточнением, что по статусу и старшинству генерал армий Улисс Грант будет равен генералу армий Джону Першингу.
23 декабря 2022 года был подписан Закон о разрешении на национальную оборону на 2023 финансовый год, в статье 583 которого была следующая формулировка:

Президент постановил присвоить Улиссу С. Гранту посмертно звание Генерала армий США, равное по статусу и старшинству званию, которое было присвоено Джону Дж. Першингу в соответствии с актом под названием «Акт об учреждении звания Генерала Армий Соединённых Штатов», принятым 3 сентября 1919 года (41 Stat. 283, глава 56).
Оригинальный текст (англ.)The President is authorized to appoint Ulysses S. Grant posthumously to the grade of General of the Armies of the United States, equal to the rank and precedence held by General John J. Pershing pursuant to the Act titled "An Act Relating to the creation of the office of General of the Armies of the United States", approved September 3, 1919 (41 Stat. 283, ch. 56).

## Знаки различия

Погон генерала армий США

Для генерала армий США официально не разрабатывалось каких-либо знаков различия, вследствие чего обладатель этого звания мог сам их для себя составить. После присвоения звания генерала армий в 1919 году Першинг продолжил носить генеральский символ, выбранный им в 1917 году — четыре серебряные звезды на погонах и золотой орёл на петлицах (тогда устав Армии США позволил генералам самостоятельно выбирать для себя знаки различия, изображаемые на погонах и петлицах). Першинг и ещё два генерала — Таскер Блисс и Пейтон Марч — выбрали в качестве таковых четыре серебряные звезды на погонах вместо двух серебряных звёзд и золотого орла. Также Першинг и Блисс заменили бронзовые инициалы U.S. на петлицах золотым орлом, как на Большой печати США.

Возможное расположение шести звёзд (новая инициатива)

В 1937 году для Першинга была создана на заказ парадная форма, в которой он присутствовал на коронации британского короля Георга VI и его супруги Елизаветы: отличительными чертами этой формы были по четыре золотые звёзды, изображённые на каждом рукаве. На парадных формах других генералов изображались серебряные звёзды (в том числе на сшитой в 1938 году на заказ форме начальника штаба Армии США Малина Крейга). Поскольку генерал армий сам создавал для себя знаки различия, позже стали утверждать, что генералы наподобие Першинга могли носить сколько угодно звёзд: в 1976 году утверждалось, что генерал армий имеет право носить шесть, семь или даже десять звёзд. Учреждение в 1944 году пятизвёздочных званий положило начало обсуждению идеи о возможном создании шестизвёздочных знаков различия, чтобы подчеркнуть высшее звание Першинга, однако к тому моменту он уже был тяжело болен.

#### Спор о шести звёздах
Поскольку законодательный акт, учреждавший пятизвёздочные звания, никоим образом не влиял на положения о генерале армий, Конгресс в итоге позволил Першингу остаться самым высокопоставленным военачальником Армии США. После этого начались длительные споры по поводу того, стоило ли считать Першинга шестизвёздочным, пятизвёздочным или четырёхзвёздочным генералом. В пользу последнего варианта высказывался в своих статьях военный юрист Фредерик Берней Винер, который утверждал, что в законе 1919 года генерал армий США не указывался как военачальник, стоявший выше других армейских офицеров, однако при этом тем же законом отменялось положение 1917 года, которое позволило бы начальнику штаба Армии США быть выше генерала армий.
Однако до конца своей жизни Першинг в официальных публикациях отмечался как военачальник, который по статусу был на одну ступень выше, чем пятизвёздочный генерал. По состоянию на конец 1951 года в уставе Армии США предписывалось встречать генерала армии США салютом из 17 орудий, а генерала армий — из 19 орудий. Сам Першинг никогда не носил более четырёх звёзд. В соответствии с уставом Армии США он имел право разрабатывать собственную униформу, однако к 1944 году, когда было официально принято пятизвёздочное генеральское звание, Першинг уже был тяжело болен и не мог самостоятельно внести изменения в свою форму генерала армий. Он скончался 15 июля 1948 года: предложение похоронить его в униформе с шестью звёздами было отвергнуто, и Першинга хоронили в его форме с четырьмя звёздами.

## Привилегии

### Жалование
Как генерал армий США, Першинг получал более высокую зарплату по сравнению с другими генералами. Согласно закону 1919 года, Першингу полагалась ежегодная заработная плата в размере 13 500 долларов США (210 999 долларов по курсу 2021 года), которую назначили в 1870 году генералу Уильяму Текумсе Шерману, а также пособие в размере 8 тысяч долларов США (125 036 долларов по курсу 2021 года). Всем остальным генералам жалование назначалось в соответствии с Актом о пересмотре оплаты совместной службы 1922 года, по которому генерал-майор получал 8 тысяч долларов США (129 511 долларов по курсу 2021 года). Высокопоставленные военачальники получали такую же зарплату, как и генерал-майор, а личное пособие варьировалось: 500 долларов (8 094 доллара по курсу 2021 года) для генерал-лейтенанта, 2200 долларов (35 616 долларов по курсу 2021 года) для генерала и 5 тысяч долларов (80 944 доллара по курсу 2021 года) для генерала армии. С учётом оплаты питания и проживания по состоянию на декабрь 1944 года ежегодное пособие на генерала армии составляло 14 951 долларов (230 144 доллара по курсу 2021 года) при пособии генерала армий в размере 21 500 долларов (330 954 доллара по курсу 2021 года).

### Уход в отставку
Генерал армий США, уходя в отставку, сохранял не только своё жалование, но и пособие: этого прежде удостаивался только Уильям Шерман. Першинг после отставки получал ежегодно 21 500 долларов в качестве жалования до конца своей жизни: подобную зарплату не получал никто в федеральном правительстве, а больший размер был только у Президента США. Остальные генералы, уходя в отставку, получали три четверти жалования, но при этом не сохраняли привилегии: так, начальник штаба Армии США Чарльз Пелот Саммеролл после отставки получал только 6 тысяч долларов ежегодно, что составляло три четверти от зарплаты генерал-майора.

### Воинская форма
Начиная с 1933 года, генерал армий США получал право разрабатывать собственную парадную форму, что прежде позволялось только начальникам штаба Армии США (как бывшим, так и действовавшим). Благодаря этому праву Першинг сумел создать уникальную парадную форму, которую он носил в 1937 году на коронации британского короля Георга VI и его супруги Елизаветы: за основу была взята парадная форма, представленная в 1902 году и упразднённая в 1917 году. Характерными элементами формы 1902 года были серебряные звёзды на рукавах, а формы 1937 года — золотые звезды (по четыре на рукаве). Начальник штаба Армии США Малин Крейн, разрабатывая собственную форму в 1938 году, вернул серебряные звёзды вместо золотых. Парадная форма Першинга была передана в дар Смитсоновскому институту.

## Адмирал военно-морских сил США

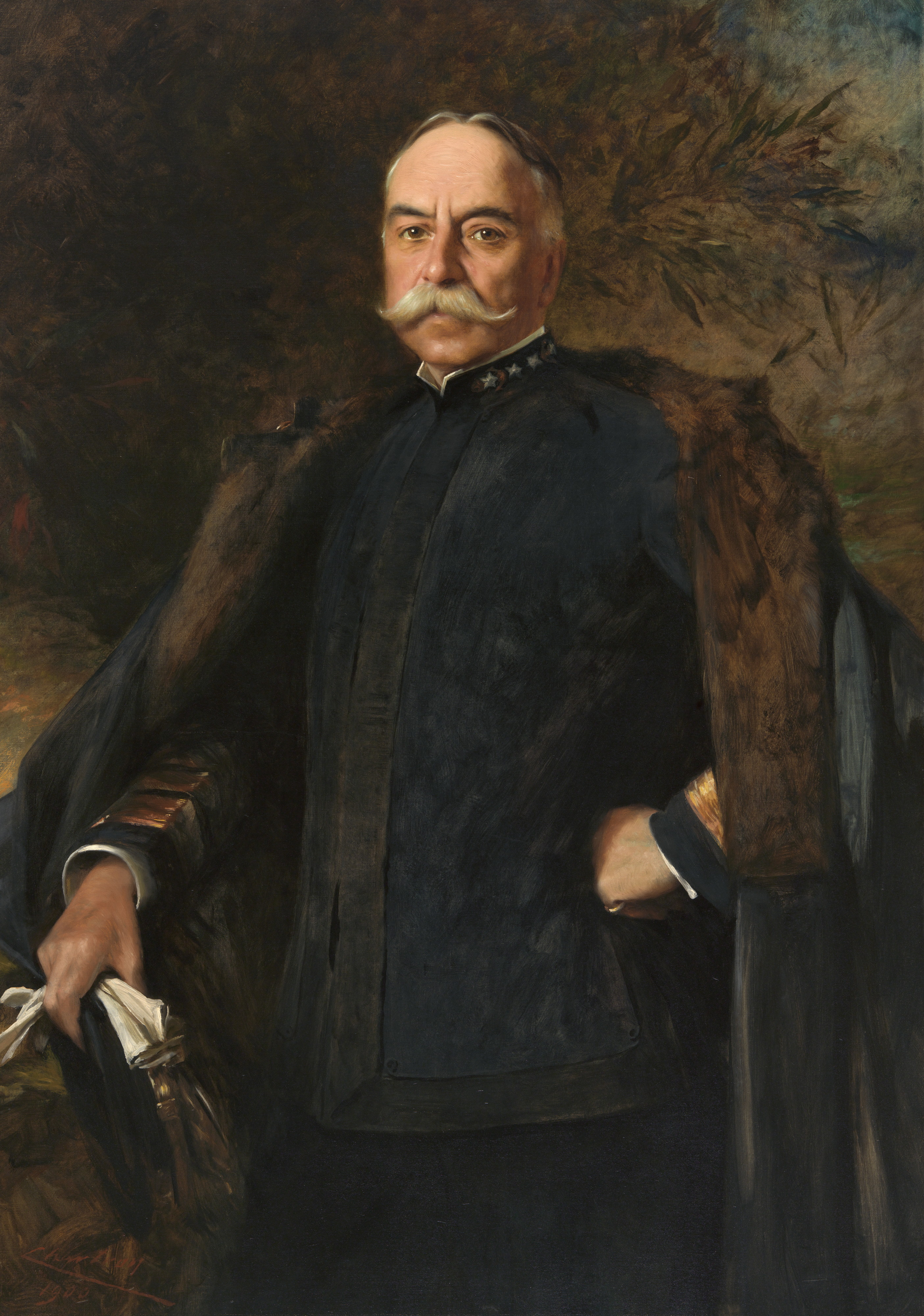
Джордж Дьюи носил звание адмирала военно-морских сил США, которое было примерным эквивалентом генерала армий США

2 марта 1899 года Конгресс США учредил воинское звание «адмирал военно-морских сил», которое было присвоено Джорджу Дьюи за победу в морском сражении в Манильской бухте, причём Дьюи стал первым и единственным человеком, которому присвоили это звание. Звание адмирала военно-морских сил нередко называют равноценным званию генерала армий США, хотя друг к другу они прямого отношения не имеют (Дьюи скончался 16 января 1917 года, за два года до присвоения Першингу звания генерала армий). Звания адмирала военно-морских сил и генерала армий присваивались в знак признания былых заслуг, в отличие от присваиваемых ex officio званий адмиралов и генералов. Адмирал военно-морских сил США получал пожизненно ежегодную зарплату в размере 13500 долларов США. Предложение присвоить звание адмирала военно-морских США ещё нескольким людям, выдвинутое в 1944 году, стало дополнительным аргументом в пользу того, чтобы адмирал получал такую же зарплату, как и генерал армий.
После того, как в 1899 году Дьюи ошибочно был представлен к званию адмирала (не адмирала военно-морских сил) и получил заветное звание адмирала военно-морских сил в 1903 году, флот достаточно чётко показал разницу между званием, присвоенным Дьюи, и званием адмирала, которое носили трое командующих флотами с 1915 года и начальник военно-морских операций с 1916 года. Аналогичные меры приняла Армия США, выделив отличия звания Першинга от звания генерала, которое носил начальник штаба Армии США с 1929 года: в 1919 году Першингу по ошибке решили присвоить звание генерала, а не генерала армий. Поскольку Дьюи и Першингу предоставлялись те же самые привилегии, что и военачальникам выше звания адмирала или генерала, вплоть до Второй мировой войны общественность предполагала, что их звания эквивалентны британским званиям адмирала флота и фельдмаршала соответственно. После того, как в 1944 году в вооружённых силах США были учреждены пятизвёздочные воинские звания, изначально им предлагалось сопоставить именно звания адмирала военно-морских сил США и генерала армий США. Однако председатель военно-морского комитета и комитета Палаты представителей США по вооружённым силам Карл Винсон настоял на том, чтобы пятизвёздочным было звание адмирала флота США, а звание адмирала военно-морских сил США он предложил сделать шестизвёздочным. Военный министр США Генри Стимсон на тех же основаниях предложил присвоить званию генерала армии пятизвёздочный статус, а званию генерала армий — минимум шестизвёздочный.
Хотя предложение ввести на постоянной основе шестизвёздочные воинские звания в 1944 году не получило поддержки, в документах 1951 года ВМС США предписывалось приветствовать адмирала флота залпом из 17 артиллерийских орудий, как и генерала армии, а адмирала военно-морских сил США — залпом из 19 артиллерийских орудий, как и генерала армий США.